# 赵官桥村
赵官桥村,中华人民共和国山东省济南市章丘市水寨镇所辖的一个行政村。总人口1681，其中男性844人，女性837人；农业户口1662人，非农业人口19人；18岁以下人口394人，18-35岁人口407人，35-60岁人口661人，60岁以上人口219人（2006年）。耕地面积178公顷（2006年）。行政区划代码370181106207。